# Private Media Group
Private Media Group, Inc. (NASDAQ: PRVT) — кіностудія з виробництва порнофільмів, яку очолює Берт Мілтон-молодший, син відомого шведського порноактора та режисера Мілтона-старшого, піонера шведської порноіндустрії.
Кіностудія Private з 1994 року багато разів ставала лауреатом премій AVN Awards і Eroticline Awards. Починаючи з 1995 року компанія стала називатися Private Media Group.

## Історія
У 1965 році Мілтон-старший заснував у Стокгольмі порнографічний кольоровий журнал Private.
У 1991 році його син перейняв компанію та переїхав з нею в Сан-Кугат-дал-Бальєс, передмістя Барселони. З того часу компанія стала займатися виробництвом фільмів для розповсюдження на DVD і в інтернеті. 
У 1999 році Private стала першою порнографічною компанією, що вийшла на біржу NASDAQ.

## Продукція
Станом на 2009 рік компанія випускає чотири журнали загальними тиражами близько 500000 прим на рік, володіє чотирма платними телеканалами для дорослих (Private Gold, Private Blue, Private Fantasy і Private Girls) і виробляє сексуальні іграшки. До 2008 року компанія випустила понад 1200 порнофільмів.
У 2002 році компанія брала участь в аукціоні з продажу Napster, але програла фірмі Roxio.
Private створили цілу систему лейблів для своєї продукції, майже всі фільми об'єднані в серії за жанрами, тенденціям, загальному для усіх фільмів в серії режисерові і т. д.

## Нагороди студії (вибірково)
- 1994 AVN Awards — «Best Foreign Feature» forPrivate Video Magazine 1[8]
- 1995 AVN Awards — «Best Counting Video Series» forPrivate Video Magazine[8]
- 1995 AVN Awards — «Best Foreign Feature» за Virgin Treasures 1 & 2[8]
- 1996 AVN Awards — «Best Foreign Feature» за The Tower, Parts 1, 2 & 3[8]
- 1996 AVN Awards — «Most Outrageous Sex Scene» за Private Video Magazine 20[8]
- 1997 AVN Awards — «Best Foreign Feature» за The Pyramid, Parts 1, 2 & 3[8]
- 1998 AVN Awards — «Best Foreign Feature» за The Fugitive 1 & 2[8]
- 1999 AVN Awards — «Best Foreign Future» за Tatiana 1, 2 & 3[8]
- 2000 AVN Awards — «Best Foreign Feature» за Amanda's Diary 2[8]
- 2001 AVN Awards — «Best Foreign Vinigrette Series» за Private XXX[8]
- 2003 AVN Awards — «Best Foreign Feature» за Private Gladiator[8]
- 2004 AVN Awards — «Best Foreign Feature» за The Scottish Loveknot[8]
- 2006 AVN Awards — «Best Foreign Feature» за Robinson Crusoe on Sin Island[8]
- 2007 AVN Awards — «Best Foreign Feature» за Porn Wars: Episode 1[8]
- 2009 AVN Awards — «Best BDSM Release» за House of Sex and Domination[9]
- 2009 AVN Awards — «Best Foreign Feature» forJason Colt, Mystery of the Sexy Diamonds[9]

## Виконавці
Багато порнозірок дебютували у фільмах компанії або прославилися завдяки їм, наприклад: 
- Ніккі Андерсон
- Моніка Ковет
- Ейнджел Дарк
- Софі Еванс
- Ребекка Лінарес
- Анастасія Майо
- Сандра Руссо
- Таня Русоф
- Сільвія Сейнт
- Моніка Світхарт
- Дора Вентер
- Тарра Вайт
- Мішель Уайлд
- Алексіс Крістал
- Стелла Кокс
- Амарна Міллер